# Сан-Матеу
Сан-Матеу, Сан-Матео (валенс. Sant Mateu (офіційна назва), ісп. San Mateo) — муніципалітет в Іспанії, у складі автономної спільноти Валенсія, у провінції Кастельйон. Населення — 2169 осіб (2010).

## Географія
Муніципалітет розташований на відстані близько 330 км на схід від Мадрида, 55 км на північ від міста Кастельйон-де-ла-Плана.

## Демографія
Динаміка населення (INE ):

## Галерея зображень

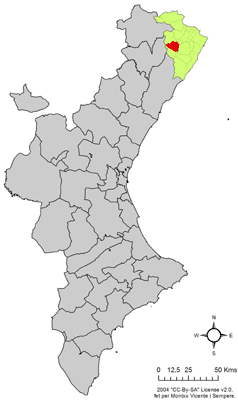
Розташування муніципалітету Сан-Матеу у автономній спільноті Валенсія
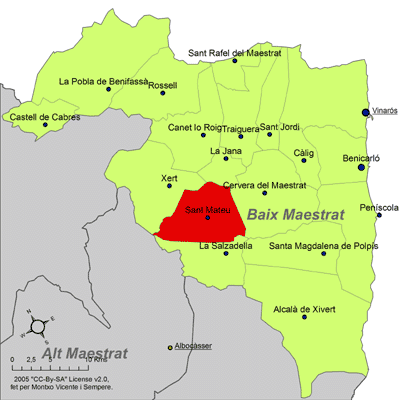
Розташування муніципалітету Сан-Матеу у комарці Бахо-Маестрасго
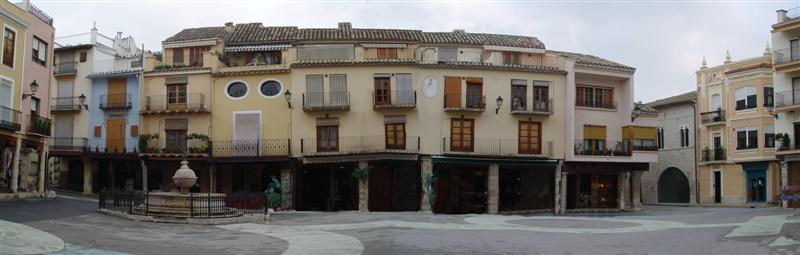
Центральна площа